# La richiesta del sangue

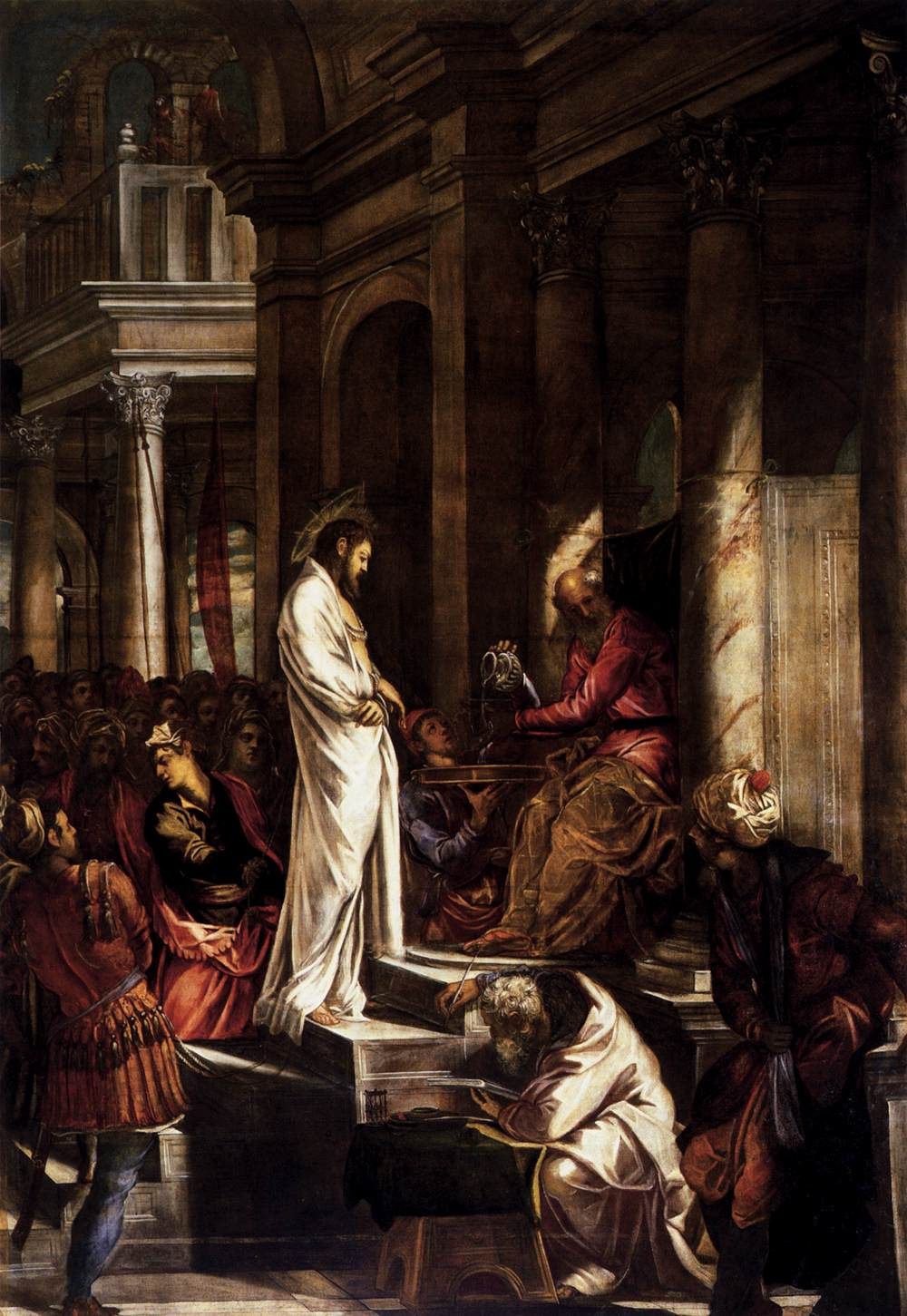
Pilato si lava le mani, del Tintoretto, 1566-1567, Venezia, Scuola Grande di San Rocco.

La richiesta del sangue è la maledizione che il popolo ebraico pronuncia sollevato dalle autorità giudaiche durante il processo di Gesù, testimoniata dal Vangelo secondo Matteo (Mt27,25), con la quale addossa su se stesso e sulla propria discendenza la responsabilità di voler versare il sangue di Cristo, colpevolizzando tutta la propria stirpe. Il passo del Vangelo di Matteo dunque attribusce unicamente al popolo ebraico la colpa di aver assassinato Cristo, scagionando di fatto i romani da ogni responsabilità.
(Vangelo secondo Matteo 27,24-25)

## Interpretazione

### Interpretazione esegetica
Il passaggio è menzionato solo nel Vangelo di Matteo ed è probabilmente un riferimento alla distruzione di Gerusalemme del 70 d.C. Il teologo luterano Ulrich Luz ha descritto il passaggio come una "finzione redazionale" inventata dall'evangelista Matteo.
Secondo il teologo e biblista anglicano Nicholas Thomas Wright, il passo è una chiara allusione alla distruzione di Gerusalemme, che poi è tragicamente divenuto uno dei testi cristiani più strumentalizzati e distorti per giustificare l'antisemitismo cristiano. Rowan Williams, Arcivescovo del Galles e poi Arcivescovo di Canterbury, concorda con Wright, attribuendo il testo evangelico in questione al doloroso scisma tra ebrei e cristiani.
Secondo il biblista ateo Mauro Pesce l'assunzione di responsabilità degli Ebrei, in risposta al lavarsi le mani di Pilato "non è storica: proietta all'indietro le polemiche tra i Giudei e i seguaci di Gesù della fine del I secolo". Sulle stesse posizioni sono gli esegeti del cattolico Nuovo Grande Commentario Biblico, che sottolineano come "l'amaro, sgradevole carattere di questo versetto può essere solo capito come risultato della polemica contemporanea e alla luce della prospettiva storica di Matteo".

Il teologo e biblista cattolico Raymond Edward Brown ebbe a scrivere al riguardo:
Mentre l'intero Nuovo Testamento è stato mal usato in maniera antiebraica, questo testo, con tutta la gente che urla «Il suo sangue ricada sopra di noi e sopra i nostri figli», ha avuto un ruolo speciale. È stato trattato come se fosse una auto maledizione con la quale il popolo ebraico attirò su sé stessa il sangue di Gesù per tutti i tempi successivi. [...] Questa è una di quelle frasi che sono state responsabili per oceani di sangue umano e un incessante flusso di miseria e desolazione.

### Interpretazione teologica
San Giovanni Crisostomo, citato da San Tommaso d'Aquino nella Catena Aurea, commentò riguardo all'episodio evangelico:
Osserva anche qui la grande folla dei Giudei: infatti il loro impeto e la loro perniciosa concupiscenza non permette ad essi di vedere ciò che è necessario, e maledicono se stessi dicendo: Il suo sangue sopra di noi; anzi, spingono la maledizione fino ai figli dicendo: sopra i nostri figli. Tuttavia Dio misericordioso non confermò la loro sentenza, ma da essi e dai loro figli prese coloro che fecero penitenza: infatti anche Paolo fu uno di loro, come le molte migliaia che credettero in Gerusalemme.
Similmente, il biblista domenicano Jacques-Marie Vosté ebbe a scrivere nel suo De Passione et morte Iesu Christi (1937):
Sappiamo bene come Dio reagì a questa spavalderia sacrilega: la leggenda del Giudeo errante non è che un'espressione simbolica della storia. Come Caino, il Giudeo errante porta sulla fronte una macchia di sangue che non è ancora riuscito a cancellare.
Diversa è invece l'interpretazione teologica di Papa Benedetto XVI nel libro Gesù di Nazaret. Dall'ingresso in Gerusalemme fino alla resurrezione:
Se secondo Matteo "tutto il popolo" avrebbe detto "Il sangue ricada su di noi e sui nostri figli" (27:25), il cristiano ricorderà che il sangue di Gesù parla un'altra lingua rispetto a quello di Abele (cfr Eb. 12:24): non chiede vendetta e punizione, ma è riconciliazione. Non viene versato contro qualcuno, ma è sangue versato per molti, per tutti.